# Liste des ordres, décorations et médailles du Royaume-Uni
Les ordres, décorations et médailles du Royaume-Uni comprennent un système complexe par lequel les britanniques sont récompensés pour leur courage, leur réussite ou leur service envers le royaume. Il comprend trois types de récompenses :
- les ordres honorifiques sont utilisés pour reconnaître le mérite en termes de réussite ou de service ;
- les décorations militaires et civiles sont utilisées pour reconnaître des actions spécifiques ;
- les médailles sont utilisées pour reconnaître le courage, un long et/ou important service et/ou bonne conduite.

De plus, le système de noblesse britannique, encore largement utilisé, constitue un autre type d'honneur.

## Historique
Alors que les monarques anglo-saxons du Ve sont connus pour récompenser leurs loyaux sujets avec des anneaux ou autres objets de valeur, ce furent les Normands qui introduisent la chevalerie comme base de leur gouvernement féodal. Le premier ordre de chevalerie anglais, l'ordre de la Jarretière, fut créé en 1348 par le roi Édouard III. 
Depuis lors, le système des ordres de chevalerie a évolué pour s'adapter au changement nécessaire pour reconnaître d'autres formes de services envers le Royaume-Uni.

## Ordres honorifiques

### Ordres contemporains
Tous les ordres honorifiques contemporains ont pour souverain le monarque actuel du Royaume-Uni, soit le roi Charles III.
| Ruban | Ordre                                                                         | Rang / Lettres post-nominales | Création | Fondateur   | Devise                                                                                | Éligibilité                                                            | Décerné à                 | Distinctions associées                                |
| ----- | ----------------------------------------------------------------------------- | ----------------------------- | -------- | ----------- | ------------------------------------------------------------------------------------- | ---------------------------------------------------------------------- | ------------------------- | ----------------------------------------------------- |
|       | Ordre de la Jarretière Order of the Garter                                    | KG/LG                         | 1348     | Édouard III | Honni soit qui mal y pense (en français)                                              | Membres de la cour                                                     | Angleterre Pays de Galles | Aucun                                                 |
|       | Ordre du Chardon Order of the Thistle                                         | KT/LT                         | 1687     | Jacques II  | Nemo me impune lacessit (« Personne ne me provoque impunément »)                      | Chevaliers                                                             | Écosse                    | Aucun                                                 |
|       | Ordre du Bain Order of the Bath                                               | GCB KCB/DCB CB                | 1725     | George Ier  | Tria iuncta in uno (« Trois [royaumes] réunis en un »)                                | Civils et militaires pour services rendus à la Couronne                | Royaume-Uni               | Aucun                                                 |
|       | Ordre de Saint-Michel et Saint-George Order of Saint Michael and Saint George | GCMG KCMG/DCMG CMG            | 1818     | George IV   | Auspicium melioris ævi (« Jalon pour un âge meilleur »)                               | Civils pour services diplomatiques                                     | Royaume-Uni Commonwealth  | Aucun                                                 |
|       | Ordre du Service distingué Distinguished Service Order                        | DSO                           | 1886     | Victoria    | Aucune                                                                                | Officiers militaires en temps de guerre                                | Royaume-Uni Commonwealth  | Aucun                                                 |
|       | Ordre royal de Victoria Royal Victorian Order                                 | GCVO KCVO/DCVO CVO LVO MVO    | 1896     | Victoria    | Victoria (« Victoire »)                                                               | Civils pour services rendus à la Couronne                              | Royaume-Uni Commonwealth  | Médaille royale de Victoria Chaîne royale de Victoria |
|       | Ordre du Mérite Order of Merit                                                | OM                            | 1902     | Édouard VII | For merit (« Pour le mérite »)                                                        | Mérite militaire, sciences, arts, littérature, etc.                    | Royaume-Uni Commonwealth  | Aucun                                                 |
|       | Ordre du service impérial Imperial Service Order                              | ISO                           | 1902     | Édouard VII | For faithful service (« Pour loyaux services »)                                       | Civils ayant servi pendant 25 ans (dans l'administration ou le clergé) | Royaume-Uni Commonwealth  | Médaille du service impérial                          |
|       | Ordre de l’Empire britannique Order of the British Empire                     | GBE KBE/DBE CBE OBE MBE       | 1917     | George V    | For God and the Empire (« Pour Dieu et l'Empire »)                                    | Civils et militaires                                                   | Royaume-Uni               | Médaille de l'Empire britannique                      |
|       | Ordre des compagnons d'honneur Order of the Companions of Honour              | CH                            | 1917     | George V    | In action faithful and in honour clear (« Pour action fidèle et honneur sans tache ») | Arts, sciences, politique, industrie, religion                         | Royaume-Uni Commonwealth  | Aucun                                                 |

### Ordres disparus
| Ruban | Ordre                                                                | Rang / Lettres post-nominales | Création | Fondateur           | Abandon | Devise                                                          | Éligibilité                                     | Décerné à                                 |
| ----- | -------------------------------------------------------------------- | ----------------------------- | -------- | ------------------- | ------- | --------------------------------------------------------------- | ----------------------------------------------- | ----------------------------------------- |
|       | Ordre de Saint-Patrick Order of Saint Patrick                        | KP                            | 1783     | George III          | 1974    | Quis separabit? (« Qui nous séparera ? »)                       | À la volonté du monarque                        | Irlande                                   |
|       | Ordre royal des Guelfes Royal Guelphic Order                         | ?                             | 1815     | George IV           | 1837    | ?                                                               | ?                                               | Royaume-Uni                               |
|       | Ordre de l'Étoile d'Inde Order of the Star of India                  | CSI KCSI GCSI                 | 1861     | Victoria            | 1947    | Heaven's light our guide (« Que la lumière divine nous guide ») | À la volonté du monarque                        | Royaume-Uni Indes britanniques            |
|       | Ordre de l'empire des Indes Order of the Indian Empire               | CIE KCIE GCIE                 | 1878     | Victoria            | 1947    | Imperatricis auspiciis (« Sous les auspices de l'Impératrice ») | À la volonté du monarque                        | Royaume-Uni Indes britanniques            |
|       | Ordre de la Couronne d'Inde Order of the Crown of India              | CI                            | 1878     | Victoria            | 1947    | ?                                                               | À la volonté du monarque (les femmes seulement) | Royaume-Uni Indes britanniques            |
|       | Ordre des Indes britanniques Order of British India                  | OBI                           | 1837     | Compagnie des Indes | 1947    | ?                                                               | Officiers de la Compagnie des Indes orientales  | Royaume-Uni Commonwealth                  |
|       | Ordre royal de Victoria et Albert Royal Order of Victoria and Albert | VA                            | 1862     | Victoria            | 1901    | ?                                                               | ?                                               | Royaume-Uni                               |
|       | Ordre de Birmanie Order of Burma                                     | OB                            | 1940     | George VI           | 1948    | ?                                                               | ?                                               | Royaume-Uni Indes britanniques (Birmanie) |

## Décorations militaires et civiles
Par ordre de port, liste non exhaustive :
| Ruban | Nom                                                                          | Rang / Lettres post-nominales | Année de création | Nombre d'attributions | Éligibilité          | Admission des étrangers | Distinctions associées                                                   |
| ----- | ---------------------------------------------------------------------------- | ----------------------------- | ----------------- | --------------------- | -------------------- | ----------------------- | ------------------------------------------------------------------------ |
|       | Croix de Victoria The Victoria Cross                                         | VC                            | 1856              | 1 356 recep.          | Militaires           | Non                     |                                                                          |
|       | Croix de George George Cross                                                 | GC                            | 1940              | 403 recep.            | Civils               | Non                     |                                                                          |
|       | Médaille du service impérial Imperial Service Medal                          | ISM                           | 1902              | 257 500 recep.        | Civils               | Oui                     |                                                                          |
|       | Croix pour courage exceptionnel Conspicuous Gallantry Cross                  | CGC                           | 1993              | 46 recep.             | Militaires           | Non                     |                                                                          |
|       | Croix rouge royale Royal Red Cross                                           | RRC                           | 1883              |                       | Civils et militaires | Oui                     |                                                                          |
|       | Croix des services distingués Distinguished Service Cross                    | DSC                           | 1901              | 2 083 recep.          | Militaires           | Oui                     | Distinguished Service Cross, Distinguished Flying Cross                  |
|       | Croix militaire Military Cross                                               | MC                            | 1914              | 52 213 recep.         | Militaires           | Oui                     | Military Cross, Distinguished Flying Cross                               |
|       | Croix des services distingués aériens Distinguished Flying Cross             | DFC                           | 1918              | 22 984 recep.         | Militaires           | Oui                     | Military Cross, Distinguished Service Cross                              |
|       | Croix de l'Air Force Air Force Cross                                         | AFC                           | 1918              | 3 857 recep.          | Militaires           | Oui                     |                                                                          |
|       | Médaille pour conduite distinguée Distinguished Conduct Medal                | DCM                           | 1854              | 28 217 recep.         | Militaires           | Oui                     | Conspicuous Gallantry Medal                                              |
|       | Médaille pour conduite courageuse Conspicuous Gallantry Medal                | CGM                           | 1855              | 351 recep.            | Militaires           | Oui                     | Distinguished Conduct Medal                                              |
|       | Médaille de George George Medal                                              | GM                            | 1940              | 2 200 recep.          | Civils et militaires | Oui                     |                                                                          |
|       | Médaille de la Police royale Queen's/King's Police Medal                     | KPM / QPM                     | 1907              | 4 040 recep.          | Civils               | Non                     | Queen's Fire Service Medal                                               |
|       | Médaille des Pompiers royaux Queen's Fire Service Medal                      | QFSM                          | 1954              |                       | Civils               | Non                     | Queen's/King's Police Medal                                              |
|       | Médaille des Réservistes volontaires royaux Queen's Volunteer Reserves Medal | QVRM                          | 1999              |                       | Civils et militaires | Non                     |                                                                          |
|       | Médaille des services distinguées Distinguished Service Medal                | DSM                           | 1914              | 11 200 recep.         | Civils et militaires | Non                     | Military Medal, Distinguished Flying Medal, Air Force Medal              |
|       | Médaille militaire Military Medal                                            | MM                            | 1916              | 137 000 recep.        | Militaires           | Oui                     | Distinguished Service Medal, Distinguished Flying Medal, Air Force Medal |
|       | Médaille des services distingués aériens Distinguished Flying Medal          | DFM                           | 1918              | 6 705 recep.          | Militaires           | Non                     | Distinguished Service Medal, Military Medal, Air Force Medal             |
|       | Médaille de l'Air Force Air Force Medal                                      | AFM                           | 1918              | 470 recep.            | Militaires           | Non                     | Distinguished Service Medal, Distinguished Flying Medal, Military Medal  |
|       | Médaille de la Police coloniale Colonial Police Medal                        | CPM                           | 1938              | 3 450 recep.          | Militaires           | Non                     |                                                                          |

Note : les deux dernières médailles n'ont pas été décernées depuis 1947 (indépendance de l'Inde).
Le 1er juillet 2009, la chaîne britannique BBC News a annoncé que la reine Élisabeth II avait approuvé la création d'une nouvelle décoration : la croix d'Élisabeth (Elizabeth Cross), honorant les victimes d'attaques terroristes depuis la Seconde Guerre mondiale. Cette médaille sera décernée à titre posthume, et la croix elle-même sera remise à la famille du récipiendaire.

## Lettres post-nominales
Hiérarchie des principales distinctions britanniques et préséance des titres avec les dates de création et d'extinction des ordres. 
Le ruban des ordres à plusieurs degrés est identique quel que soit le degré. En petite tenue, seule la position du ruban sur une barrette de décorations permet donc de connaître le rang dans l’Ordre.
- KG (Knight) ou LG (Lady) : The Most Noble Order of the Garter (ordre de la Jarretière) - 1348
- KT ou LT : The Most Ancient and Most Noble Order of the Thistle (ordre du Chardon) - 1687
- KP : The Most Illustrious Order of St Patrick (ordre de Saint-Patrick) - 1783 à 1936
- PC : Privy Councillor of Great-Britain (membre du His (Her) Majesty's Most Honourable Privy Council qui regroupe les conseillers privés du monarque, approximativement au nombre de 500). Appellation Right Honourable (Rt Hon.). Pas d'insigne. Pas de ruban en petite tenue.
- Bt : Baronet's Badge (insigne de baronnet) - 1624 pour celui d’Écosse, 1929 pour ceux d’Angleterre, d’Irlande, de Grande-Bretagne et du Royaume-Uni. Appellation Sir (ou Lord) ou Lady. Titre héréditaire.
- VC : Victoria Cross (croix de Victoria) - 1886
- GC : George Cross (croix de George) - 1940
- GCB : Knight Grand Cross in The Most Honourable Order of the Bath (chevalier grand-croix de l'ordre du Bain) - 1815
- OM : The Order of Merit (Ordre du Mérite) - 1902
- GCSI : Knight Grand Commander in The Most Exalted Order of the Star of India (chevalier grand commandeur de l'ordre de l'Étoile d'Inde) - 1861 à 1947
- GCMG : Knight Grand Cross in The Most Distinguished Order of St. Michael and St. George (chevalier grand-croix de l'ordre de Saint-Michel et Saint-Georges) - 1818
- GCIE : Knight Grand Commander in The Most Eminent Order of the Indian Empire (chevalier grand commandeur de l'ordre de l'empire des Indes) - 1878 à 1947
- GCVO : Knight Grand Cross in The Royal Victorian Order (chevalier grand-croix de l'ordre royal de Victoria) – 1896
- GBE : Knight Grand Cross in The Most Excellent Order of the British Empire (chevalier grand-croix de l'ordre de l'Empire britannique) - 1917
- CH : The Order of the Companions of Honour (ordre des compagnons d'honneur) - 1917
- KCB : Knight Commander / Order of the Bath (chevalier commandeur de l'ordre du Bain)
- KCSI : Knight Commander / Order of the Star of India (chevalier commandeur de l'ordre de l'Étoile d'Inde)
- KCMG : Knight Commander / Order of St. Michael and St. George (chevalier commandeur de l'ordre de Saint-Michel et Saint-Georges)
- KCIE : Knight Commander / Order of the Indian Empire (chevalier commandeur de l'ordre de l'empire des Indes)
- KCVO : Knight Commander / Royal Victorian Order (chevalier commandeur de l'ordre royal de Victoria)
- KBE : Knight Commander / Order of the British Empire (chevalier commandeur de l'ordre de l'Empire britannique)
- Pas de lettres, mais parfois Kt : Knight Bachelor’s Badge (insigne de chevalier). Appellation Sir. Titre non héréditaire. Le ruban n’est pas porté seul sur une barrette de décorations.
- CB : Companion / Order of the Bath (compagnon de l'ordre du Bain)
- CSI : Companion / Order of the Star of India (compagnon de l'ordre de l'Étoile d'Inde)
- CMG : Companion / Order of St Michael and St George (compagnon de l'ordre de Saint-Michel et Saint-Georges)
- CIE : Companion / Order of the Indian Empire (compagnon de l'ordre de l'empire des Indes)
- CVO : Commander / Royal Victorian Order (commandeur de l'ordre royal de Victoria)
- CBE : Commander / Order of the British Empire (commandeur de l'ordre de l'Empire britannique)
- DSO : Companion of The Distinguished Service Order (compagnon de l'ordre du Service distingué) - 1886
- LVO : Lieutenant of the Royal Victorian Order (lieutenant de l'ordre royal de Victoria)
- OBE : Officer of the Order of the British Empire (officier de l'ordre de l'Empire britannique)
- ISO : Imperial Service Order (ordre du service impérial) - 1902-1993
- MVO : Member / Royal Victorian Order (membre de l'ordre royal de Victoria)
- MBE : Member / Order of the British Empire (membre de l'ordre de l'Empire britannique)
- CGC : Conspicuous Gallantry Cross – 1993
- DSC : Distinguished Service Cross - 1901
- MC : Military Cross (Croix militaire) – 1914
- DFC : Distinguished Flying Cross – 1918
- AFC : Air Force Cross – 1918
- KStJ : The Most Venerable Order of the Hospital of St. John of Jerusalem (très vénérable ordre de Saint-Jean) - 1888
- DCM : Distinguished Conduct Medal - 1854 à 1993
- CGM : Conspicuous Gallantry Medal - 1874-1993
- GM : George Medal - 1940
- DSM : Distinguished Service Medal - 1914 à 1993
- MM : Military Medal (médaille militaire) - 1916 à 1993
- DFM : Distinguished Flying Medal
- AFM : Air Force Medal
- TD : Territorial Efficiency Decoration
- BEM : British Empire Medal
- ISM : Imperial Service Medal (médaille du service impérial) – 1902
- Pas de lettres, parfois MiD (Mentioned in Despatches).

Quand un militaire reçoit une citation, une palme en feuille de chêne est fixée sur le ruban de la médaille commémorative de la campagne ou de l'opération extérieure (militaires toutes armes, tout grade).

## Honneur britannique
Les citoyens des pays dont le chef d'État n'est pas le souverain britannique peuvent également parfois recevoir des récompenses, alors appelées récompense « honorifiques » (Honorary). Dans le cas des individus faits chevaliers, ils ont le droit d'utiliser les lettres post-nominales correspondantes à l'honneur duquel ils ont été décorés, mais ne peuvent se faire nommer « Sir » ou « Lady », au contraire des citoyens britanniques. On peut citer Billy Graham, Bill Gates, Bob Geldof, Bono et Rudolph Giuliani, chevaliers, et Arsène Wenger et Gérard Houllier membres honoraires de l'ordre de l'Empire britannique (OBE).
Les récipiendaires de récompenses honorifiques qui deviennent ensuite sujets de Sa Majesté peuvent bénéficier d'une conversion de leur récompense en un honneur officiel du système de récompense britannique. On peut citer Marjorie Scardino, PDG américaine de Pearson PLC et Yehudi Menuhin, violoniste et chef d'orchestre américain. Ils ont été promus respectivement Dame Marjorie et Sir Yehudi lors de l'obtention de la double nationalité britannique.
Il n'existe aucune loi au Royaume-Uni interdisant aux étrangers de devenir membre de la pairie, alors que seuls les citoyens du Commonwealth et d'Irlande peuvent prétendre siéger à la Chambre des lords.